# Поход Игоря Святославича Новгород-Северского на половцев
Поход Игоря Святославича Новгород-Северского на половцев (1185) — поход северских князей, находившихся под впечатлением успехов киевских князей 1183—1184 годов, против половцев, который имел возможной целью возвращение контроля над Тмутараканским княжеством. Начался с разорения половецких кочевий, закончился суточным организованным отступлением в окружении и пленением князей.
Поход послужил темой «Слова о полку Игореве», написанного вскоре после событий, а также ряда произведений искусства более позднего времени.

## Силы сторон
Весной 1185 года Святослав Всеволодович киевский уехал в свои северо-восточные владения собирать воинов, чтобы идти к Дону на половцев на всё лето, а Игорь вместе с его братом Всеволодом, князем курским и трубчевским, и племянником Святославом Ольговичем, князем рыльским, предприняли новый поход. Вместе с дружиной ковуев (зависимое от черниговских князей кочевое население левого берега Днепра, родственное правобережным чёрным клобукам, зависимым от киевских князей) они двинулись к берегам Донца.
Источники указывают на участие в столкновении почти всех известных половецких племенных групп юго-восточной Европы (токсоба, дурут, етоба и другие), за исключением разбитых в 1183—1184 годах лукоморских половцев и бурчевичей (бурджоглы).

## Тактические особенности
Летописная повесть о походе князя Игоря на половцев содержит сведения о боевом порядке войск русских князей того времени, который по сравнению с XI веком стал дробиться не только по фронту, но и в глубину, при этом перед большим полком впервые упоминается также полк, составленный из стрелков от всех остальных полков. При первой встрече с половцами на реке Сюурлий (утром в пятницу) удача сопутствовала Игорю, была захвачена большая добыча. Было организовано преследование передовым полком Владимира Игоревича и полком левой руки Святослава Ольговича, при этом основные силы (большой полк Игоря и полк правой руки Всеволода) продолжали сохранять построение.
На берегах Каялы русское войско столкнулось с основными силами половцев (утром в субботу). Численное превосходство половцев было настолько серьёзным, что последующий бой вёлся русскими войсками в окружении. Ведя бой, они двигались к Донцу на южных границах Черниговского княжества. Вариант бегства от половцев в конном строю Игорь отмёл, так как не хотел бросать на произвол судьбы чёрных людей. Летопись также сообщает любопытную подробность, также свидетельствующую об особенностях военного дела того времени: получив рану, Игорь продолжил движение на коне. Утром в воскресенье, после суток непрерывного боя на ходу, войска вышли к озеру и начали его огибать. «Слово о полку Игореве» содержит отсутствующую в летописной повести подробность о том, что Игорь изменил направление движения своего полка для помощи полку Всеволода. Ковуи не выдержали и побежали, пытаясь вырваться из окружения. Игорь поскакал им наперерез, чтобы попытаться их вернуть, но ему это не удалось. Вернуться обратно сам он также не смог. Он был взят в плен, как и остальные князья. Многие воины погибли. «Слово о полку Игореве» обобщённо говорит о трёх днях боя с половцами, уточняя, что на третий день стяги Игоря пали к полудню.
Из плена Игорь вскоре бежал, оставив там своего сына Владимира, который вернулся позже, женившись на дочери Кончака Свободе.

## Вторжение половцев на Русь
Половцы вторглись на Русь по двум направлениям: к Переяславлю и в Посемье. В Переяславле сел в осаду Владимир Глебович, а в Курск и Путивль Святослав Всеволодович успел прислать своих сыновей Олега и Владимира. Одновременно Святослав соединился с Рюриком у Заруба, готовясь форсировать Днепр, чтобы прийти на помощь осаждённым в Переяславле. Половцы не стали дожидаться столкновения и ушли. Половцам удалось сжечь только город Римов.
Это вторжение было последним, когда половцы действовали вне союза с русскими князьями.

## В культуре и искусстве
- Слово о полку Игореве. Написано в конце XII века (датируется 1185 годом).
- Князь Игорь (опера). Композитор А. П. Бородин.
- Картина «После побоища Игоря Святославича с половцами». Художник В. М. Васнецов.
- Картина «Князь Игорь». Художник К. А. Васильев.
- Картина «Князь Игорь». Художник И. С. Глазунов.